# Protomaranza
| Recensione | Giudizio |
| ---------- | -------- |
| Newsic.it  |          |
| Rockol     |          |

Protomaranza è l'ottavo album in studio del gruppo musicale italiano Articolo 31, pubblicato il 10 maggio 2024.

## Antefatti
Successivamente alla pubblicazione del settimo album in studio Italiano medio nel 2003 e dell'album live La riconquista del forum nel 2004 contenente gli ultimi due brani inediti pubblicati dagli Articolo 31, i componenti del gruppo J-Ax e DJ Jad  hanno intrapreso carriere soliste.
Il 12 settembre 2018 J-Ax annuncia la reunion con DJ Jad, sancendo così il ritorno degli Articolo 31.
Nell'ottobre 2018 i due artisti danno inizio a una serie di dieci concerti speciali presso il Fabrique di Milano. Nel 2021 viene annunciato che il gruppo è al lavoro per un nuovo progetto discografico.
Nel 2023 hanno preso parte per la prima volta in carriera al Festival di Sanremo con il brano Un bel viaggio, segnando il primo inedito effettivo del duo dopo diciannove anni, seguito il 28 aprile dal singolo Filosofia del Fuck-Off. Collaborano successivamente ad un nuovo singolo con Fedez e Annalisa, Disco Paradise, che raggiunge la terza posizione della Top Singoli, e pubblicano i brani Classico e Una cosa bene. Questi ultimi due singoli, assieme al singolo sanremese Un bel viaggio, vengono poi inclusi nella versione digitale di Protomaranza, il nuovo album degli Articolo 31, pubblicato il 10 maggio 2024 e che contiene 16 tracce inedite.

## Descrizione
Il progetto discografico si compone di sedici tracce inedite nella versione originale, vede la partecipazione di numerosi artisti provenienti da differenti generi musicali, quali dall'hip hop Fabri Fibra, Guè, Tedua, Rocco Hunt, Neffa, Jake La Furia, dal pop Nina Zilli, Bugo, dall'indie pop Pinguini Tattici Nucleari e dal rock La Sad.  L'album affronta differenti tematiche, tra cui la politica italiana, l'appropriazione culturale, la licenza poetica, le differenze generazionali, l'uso dei social network e le crisi e depressioni che colpiscono artisti e l'aspetto culturale della trap e del rap.

In un'intervista a Billboard Italia J-Ax ha spiegato il significato del titolo del progetto discografico:

## Tracce
1. Intro (spettivi) – 2:34 (testo: Alessandro Aleotti – musica: Vito Perrini, Wladimiro Perrini)
2. Peyote (feat. Fabri Fibra & Rocco Hunt) – 2:58 (testo: Alessandro Aleotti, Rocco Pagliarulo, Fabrizio Tarducci, Davide Petrella, Paolo Antonacci – musica: Stefano Tognini)
3. Come godo (feat. Jake La Furia) – 2:12 (testo: Alessandro Aleotti, Francesco Vigorelli – musica: Vito Perrini, Wladimiro Perrini)
4. Scusi maestra (feat. Tedua) – 2:56 (testo: Alessandro Aleotti, Mario Molinari, Daniele Lazzarin – musica: Luca Di Blasi, Giorgio De Lauri, Vito Perrini, Fausto Cogliati)
5. Contrabbando (feat. Neffa) – 2:44 (testo: Alessandro Aleotti, Giovanni Pellino – musica: Giovanni Pellino, Vito Perrini, Wladimiro Perrini, Davide Ippolito, Alessandro Zullo, Carlo Di Bari)
6. Non finisce mai (la scuola) (feat. Pinguini Tattici Nucleari) – 3:03 (testo: Alessandro Aleotti, Riccardo Zanotti, Francesco Vigorelli – musica: Enrico Brun, Riccardo Zanotti, Vito Perrini, Wladimiro Perrini, Antonio Colangelo, Giancarlo Urso, Alessio Lazzaroni)
7. Chi se ne frega di noi – 2:43 (testo: Alessandro Aleotti, Francesco Vigorelli – musica: Vito Perrini, Wladimiro Perrini, Antonio Colangelo, Daniele Silvestri)
8. Non ho voglia (disco party) (feat. Nina Zilli) – 2:48 (testo: Alessandro Aleotti, Francesco Vigorelli – musica: Vito Perrini, Wladimiro Perrini, Ivan De Gese)
9. Nel drink (feat. Guè) – 2:27 (testo: Alessandro Aleotti, Cosimo Fini, Marcello Iorio – musica: Vito Perrini, Wladimiro Perrini, Marco Salvatori)
10. Libertario surf – 3:03 (testo: Alessandro Aleotti, Francesco Vigorelli – musica: Vito Perrini, Wladimiro Perrini, Antonio Colangelo, Giancarlo Urso)
11. Elite – 2:34 (testo: Alessandro Aleotti – musica: Vito Perrini, Wladimiro Perrini, Ivan De Gese)
12. Vaffanculo papà – 2:40 (testo: Alessandro Aleotti – musica: Vito Perrini, Wladimiro Perrini, Antonio Colangelo, Giancarlo Urso)
13. La fiera del cringe (feat. La Sad) – 2:44 (testo: Alessandro Aleotti, Enrico Fonte, Matteo Botticini, Francesco Emanuele Clemente – musica: Vito Perrini, Wladimiro Perrini, Andrea Fusini)
14. Rarra – 2:33 (testo: Alessandro Aleotti, Ernesto Conocchia – musica: Vito Perrini, Wladimiro Perrini, Benito Moschini)
15. Io mi rompo (feat. Bugo) – 2:31 (testo: Alessandro Aleotti, Cristian Bugatti, Francesco Vigorelli – musica: Vito Perrini, Wladimiro Perrini, Walter Mangione)
16. Contadino – 3:19 (testo: Alessandro Aleotti – musica: Vito Perrini, Wladimiro Perrini, Serafino Mingrone)

Tracce bonus nell'edizione digitale
1. Classico – 2:45 (testo: Alessandro Aleotti, Francesco Vigorelli, Federica Abbate – musica: Vito Perrini, Wladimiro Perrini, Alessio Lazzaroni)
2. Una cosa bene (feat. Coma_Cose) – 2:50 (testo: Alessandro Aleotti, Fausto Zanardelli, Francesca Mesiano – musica: Vito Perrini, Wladimiro Perrini, Andrea Ottaviano Delalio, Gianmarco Monteforte, Walter Mariano)
3. Un bel viaggio – 3:38 (testo: Alessandro Aleotti, Luca Paolo Aleotti, Federica Abbate – musica: Vito Perrini, Wladimiro Perrini, Antonio Colangelo, Daniele Silvestri)

Traccia bonus nella riedizione digitale
1. Blah! (x5) (feat. Massimo Pericolo) – 2:55 (testo: Alessandro Aleotti, Alessandro Vanetti – musica: Vito Perrini, Wladimiro Perrini)

## Formazione
Musicisti
- J-Ax – voce
- DJ Jad – basi, scratch, voce
- Wlady - basi, scratch
- Fabri Fibra e Rocco Hunt – voci aggiuntive (traccia 2)
- Jake La Furia – voce aggiuntiva (traccia 3)
- Tedua – voce aggiuntiva (traccia 4)
- Neffa – voce aggiuntiva (traccia 5)
- Pinguini Tattici Nucleari – gruppo ospite (traccia 6)
- Nina Zilli – voce aggiuntiva (traccia 8)
- Guè – voce aggiuntiva (traccia 9)
- La Sad – gruppo ospite (traccia 13)
- Bugo – voce aggiuntiva (traccia 15)

## Classifiche

### Classifiche settimanali
| Classifica (2024) | Posizione massima |
| ----------------- | ----------------- |
| Italia            | 2                 |

### Classifiche di fine anno
| Classifica (2024) | Posizione |
| ----------------- | --------- |
| Italia            | 99        |